# 요리사, 도둑, 그의 아내 그리고 그녀의 정부
요리사, 도둑, 그의 아내 그리고 그녀의 정부(The Cook The Thief His Wife & Her Lover)는 영국에서 제작된 피터 그리너웨이 감독의 1989년 드라마 영화이다. 리처드 보링제 등이 주연으로 출연하였고 키스 카산더 등이 제작에 참여하였다.

## 출연

### 주연
- 리처드 보링제
- 마이클 갬본
- 헬렌 미렌
- 알랜 하워드

### 조연
- 팀 로스
- 리즈 스미스
- 이안 시어스

## 제작진
- 공동제작: 데니스 위그먼
- 공동제작: 파스칼 도먼
- 공동제작: 다니엘 토스칸 두 플란티어
- 음향: 크리스 와이어트
- 미술: 벤 밴 오스
- 미술: 얀 롤프스
- 의상: 장 폴 고티에